# Eugène Thomas
Pour les articles homonymes, voir Eugène Thomas (homonymie) et Thomas.
Eugène Thomas, né le 23 juillet 1903 à Vieux-Condé (Nord) et mort le 29 janvier 1969, est un homme politique socialiste français, ministre, grand résistant, créateur du mouvement de résistance France au combat.

## Biographie
Fils d'un douanier, Eugène Thomas devient instituteur et s'engage d'abord au sein de la fédération unitaire (CGTU) de l'enseignement avant de rejoindre en 1930 le Syndicat national des instituteurs, affilié à la CGT, dont il devient secrétaire de la section départementale. C'est au même moment qu'il adhère à la SFIO.
En 1936, il est élu député SFIO du Nord. Il appartient à la commission de l'Algérie, des colonies et des pays de protectorat, de la commission d'Alsace-Lorraine, ainsi que de la commission des Douanes et conventions commerciales.
L'année suivante, il est élu au conseil général du Nord, dans le canton du Quesnoy Est.
Mobilisé pendant la Seconde Guerre mondiale comme sous-lieutenant, il participe à la campagne de Belgique, puis à la bataille de la Somme. Fait prisonnier à Boulogne-sur-Mer au mois de juin 1940 avec la 4e Division Nord-Africaine à laquelle il appartient, il ne peut être présent lors du vote des pleins pouvoirs à Philippe Pétain.
Après son évasion au bout d'une détention de trois mois, il se consacre dès l'année 1941 à la reconstitution des fédérations socialistes (au sein du Comité d'action socialiste, dont il fait partie de la direction avec Gaston Defferre, Félix Gouin et Daniel Mayer), au mouvement France au combat avec Augustin Laurent et à la lutte contre l’occupant (comme membre, puis chef, du réseau Brutus).
Arrêté par les Allemands au cours d'une de ses missions le 14 avril 1943, torturé puis emprisonné à Fresnes pendant neuf mois, il est déporté à Buchenwald, où il crée une section socialiste clandestine avec Georges Brutelle, avant d’être libéré par l’armée américaine, en avril 1945.
En 1945, il est un des membres fondateurs de la Fédération nationale des déportés et internés de la Résistance (FNDIR).
Dès la Libération, il est réintégré au comité directeur de la SFIO. Il retrouve aussi son siège de député en 1945. Il est réélu en 1946, 1951 et 1956.
Ministre du 27 juin 1945 au 11 août 1951, il est chargé de différents départements ministériels : les PTT du 27 juin 1945 à octobre 1947, puis de novembre 1947 à février 1950, secrétaire d’État à l'intérieur du 12 juillet 1950 au 11 août 1951, et brièvement secrétaire d’État à la présidence du Conseil sous Ramadier (octobre-novembre 1947).
Il est aussi réélu conseiller général, mandat qu'il conserve jusqu'à sa mort, puis maire du Quesnoy. Il ouvre sa ville au tourisme après le rachat des remparts.
De retour au gouvernement, toujours avec la responsabilité des PTT, de février 1956 jusqu'à chute du gouvernement Félix Gaillard, en mai 1958, il est rappelé par le Général de Gaulle en juin.
Lors des élections législatives de 1958, il perd cependant son siège de député, battu par un gaulliste, et démissionne de son ministère en même temps que Guy Mollet le 27 décembre 1958.
Il siège ensuite au Conseil économique et social de 1959 à 1964.
En 1962, après le vote majoritairement favorable des habitants du Quesnoy au référendum sur l'élection présidentielle, à laquelle Eugène Thomas avait appelé à voter "non", il démissionne de son mandat de maire, pour être réélu triomphalement quelques mois plus tard.
En 1967, il tente de retrouver un siège de député, en vain. Il consacre alors la fin de sa vie à ses responsabilités locales. Il meurt deux ans plus tard en 1969 et est inhumé au cimetière de sa ville du Quesnoy.

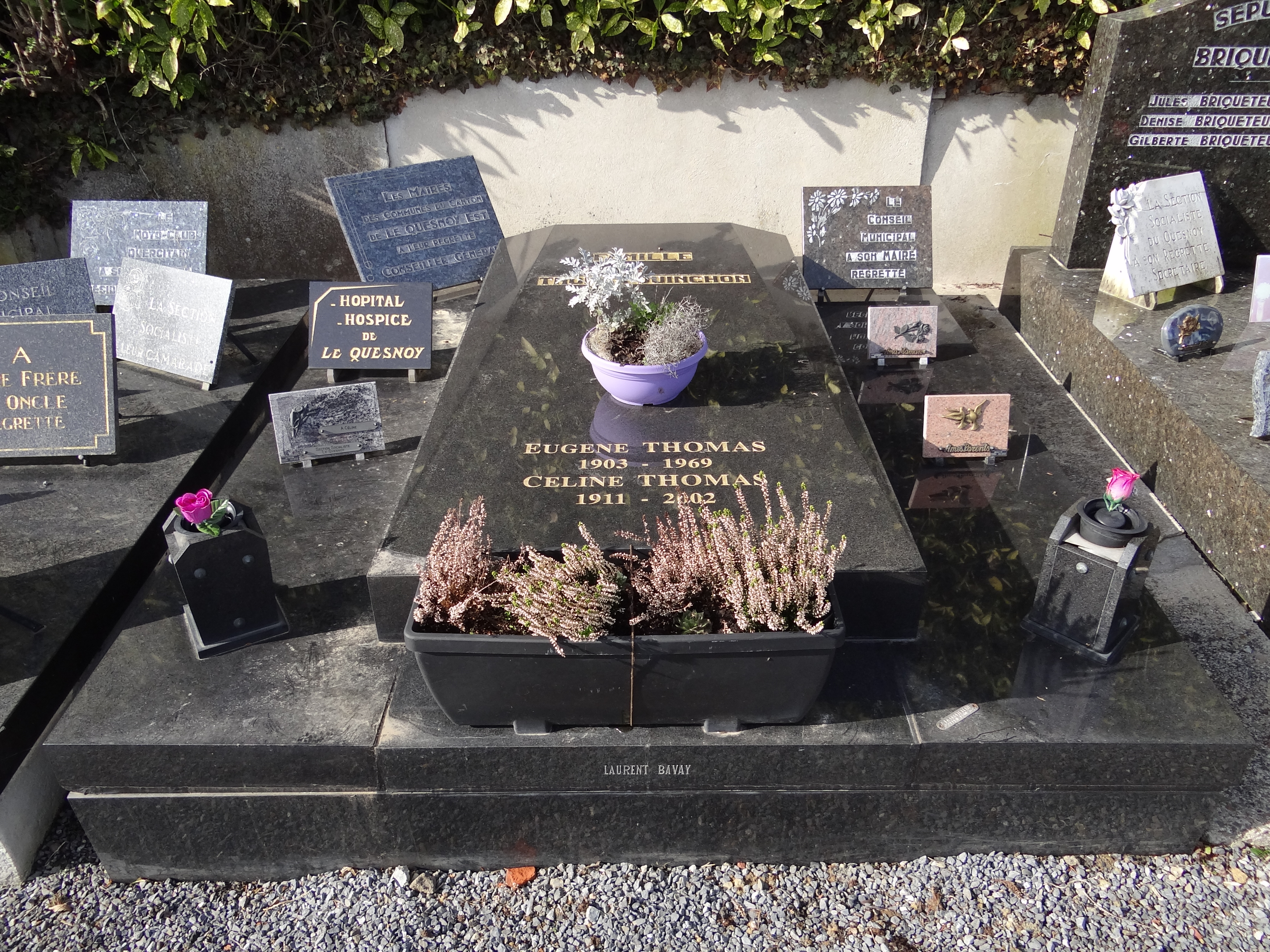
La tombe d'Eugène Thomas au cimetière du Quesnoy (Nord).

M. Eugène Thomas est Officier dans l'ordre de la Légion d'Honneur.

## Distinctions et hommages
Vers 2002, le square de la mairie du 12e arrondissement de Paris est renommé en square Eugène-Thomas.
Il a reçu :
- Médaille de la Résistance française avec rosette (24 avril 1946)[3]
- Commandeur de l'ordre du mérite postal de droit en tant que ministre chargé des PTT (1956)[4]

L'administration postale française a émis un timbre à son effigie en 1974.

## Fonctions gouvernementales
- Ministre des PTT du gouvernement Charles de Gaulle (1) (du 27 juin 1945 au 21 novembre 1945)
- Ministre des PTT du gouvernement Charles de Gaulle (2) (du 21 novembre 1945 au 26 janvier 1946)
- Ministre des PTT du gouvernement Léon Blum (3) (du 16 décembre 1946 au 16 janvier 1947)
- Ministre des PTT du gouvernement Paul Ramadier (1) (du 9 mai au 22 octobre 1947)
- Secrétaire d’État à la présidence du Conseil du gouvernement Paul Ramadier (2) (du 27 octobre au 24 novembre 1947)
- Secrétaire d’État aux PTT du gouvernement Robert Schuman (1) (du 26 novembre 1947 au 26 juillet 1948)
- Secrétaire d’État aux PTT du gouvernement André Marie (du 26 juillet au 5 septembre 1948)
- Secrétaire d’État aux PTT du gouvernement Robert Schuman (2) (du 5 au 11 septembre 1948)
- Secrétaire d’État aux PTT du gouvernement Henri Queuille (1) (du 11 septembre 1948 au 28 octobre 1949)
- Ministre des PTT du gouvernement Georges Bidault (2) (du 29 octobre 1949 au 7 février 1950)
- Secrétaire d’État à l'Intérieur du gouvernement René Pleven (1) (du 12 juillet 1950 au 10 mars 1951)
- Secrétaire d’État à l'Intérieur du gouvernement Henri Queuille (3) (du 10 mars au 11 août 1951)
- Secrétaire d’État aux PTT du gouvernement Guy Mollet (du 1er février 1956 au 11 juin 1957)
- Secrétaire d’État aux PTT du gouvernement Maurice Bourgès-Maunoury (du 17 juin au 6 novembre 1957)
- Secrétaire d’État aux PTT du gouvernement Félix Gaillard (du 11 novembre 1957 au 14 mai 1958)
- Ministre des PTT du gouvernement Charles de Gaulle (3) (du 9 juin 1958 au 8 janvier 1959)

Sa longévité ministérielle lui a permis d'œuvrer à la construction du premier réseau téléphonique français.